# ماريا جوارديولا

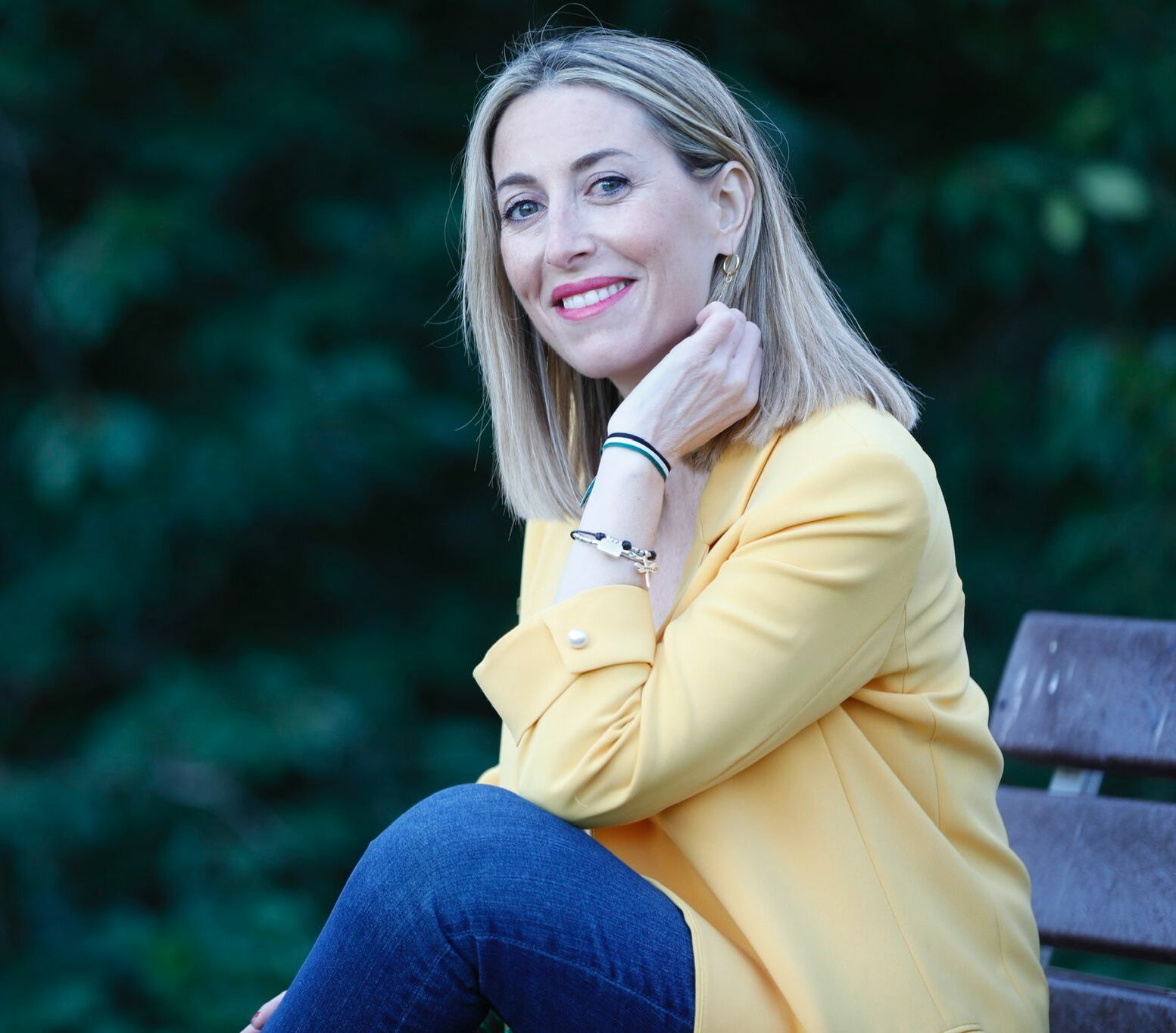

ماريا جوارديولا سياسية اسبانية ورئيس المجلس العسكري ورئيس الحزب الشعبي في اكستريمادورا من مواليد 5 ديسمبر 1978.

## السيرة الذاتية
ولدت في كاسيريس، وحصلت على شهادة في إدارة الأعمال والإدارة ودبلومة في علوم الأعمال من جامعة إكستريمادورا في 2018،عملت كموظفة مدنية مهنية في المجلس العسكري في اكستريمادورا
في يوليو 2022، كانت المرشحة الوحيدة التي جمعت التأييد اللازم لخوض الانتخابات التمهيدية للحزب الشعبي في اكستريمادورا لتحل محل، خوسيه أنطونيو موناغو، زعيم الحزب منذ عام 2008.